# Луций Дазумий Тулий Туск
Луций Дазумий Тулий Туск (на латински: Lucius Dasumius Tullius Tuscus) e политик и сенатор на Римската империя през 2 век.
Тулий Туск е член на колегията на авгурите от 146 г. През 152 г. е суфектконсул заедно с Луций Клавдий Модест.